# Formosia excelsa
Formosia excelsa är en tvåvingeart som först beskrevs av Walker 1862.  Formosia excelsa ingår i släktet Formosia och familjen parasitflugor. Inga underarter finns listade i Catalogue of Life.